# Antonio Zapata Cisneros
Antonio kardinal Zapata Cisneros, španski rimskokatoliški duhovnik, škof in kardinal, * 8. oktober 1550, Madrid, † 27. april 1635, Madrid.

## Življenjepis
17. avgusta 1587 je bil imenovan za škofa Cádiza (novembra istega leta je prejel škofovsko posvečenje), 13. maja 1596 za škofa Pamplone in 1. septembra 1600 za nadškofa Burgosa.
9. junija 1604 je bil povzdignjen v kardinala.